# Жеребець (річка)
Жеребе́ць (Чорний Жеребець) — річка в Україні, ліва притока Сіверського Дінцю. Басейн Дону. Довжина 88 км. Площа водозбірного басейну 990 км². Похил 1,0 м/км. Долина трапецієподібна й асиметрична — праві схили її високі, круті, ліві — низькі й пологі, завширшки 2—2,5 км, до 4 км. Заплава шириною 100–150 м до 1,5 км, подекуди заболочена. Використовується на потреби зрошення, рибництва.
Бере початок з джерела біля с. Стельмахівка у Сватівському районі Луганської області. Тече по території Сватівського, Сіверськодонецького районів Луганської та Краматорського району Донецької області.
У гирлі річка роздвоюється, правий рукав називається Чорний Жеребець, лівий - Жеребець

## Гідрологічний режим
Річище помірно звивисте, у верхів'ї шириною 10—30 м, глибиною 0,5 м. Нижче за течією розширюється до 20—30 м, глибина зростає до 1,5—3 м. Стік зарегульований 7 водосховищами та ставками. Максимальна витрата води 25,4 м³/с. Замерзає у грудні, скресає у березні. Живлення переважно снігове. Гідрологічний пост біля села Торського (з 1936 року).

## Населені пункти
Над річкою розташовані такі села, селища (від витоків до гирла): Стельмахівка, М'ясожарівка, Андріївка, Джерельне, Райгородка, Сергіївка, Ковалівка, Кармазинівка, Нововодяне, Макіївка, Балка Журавка, Новолюбівка, Новосадове, Іванівка, Терни, Мирне, Ямполівка, Зарічне, Торське.